# AGM-78 Standard ARM
Pour les articles homonymes, voir Standard Missile.
L'AGM-78 Standard ARM était un missile antiradar développé par la firme General Dynamics, aux États-Unis. Conçu en 1967 et produit depuis cette date, il en sera fabriqué plus de 3 000 jusqu'à l'année 1976, date de l'arrêt de sa production.

## Historique
Développé à l'origine pour la marine américaine (United States Navy) à la fin des années 1960, l'AGM-78 fut créé en grande partie à-cause des limitations de l'AGM-45 Shrike, qui souffrait d'une charge militaire trop faible, d'une portée limitée et d'un système de guidage peu performant.
Il fut demandé à la firme General Dynamics (qui construisit plus tard le célèbre F-16), de concevoir un ARM (Anti-Radiation Missile : missile antiradar) à-partir d'un missile sol-air RIM-66 SM-1 modifié. Ce type de conception à partir d'un missile « déjà disponible sur étagères » réduira de manière assez importante les coûts et le temps nécessaire à sa mise au point, les essais commençant dès l'année 1967, à peine un an après le début de sa conception. Les premiers missiles opérationnels furent, eux, disponibles début 1968.

## Caractéristiques

### Première version
Le surnom de l'AGM-78 était « Starm », la contraction du terme exact désignant le missile : « Standard ARM ».
Sa première version, A1 Mod.0, était légèrement supérieure à un RIM-66 aéroporté, étant dotée de la tête chercheuse antiradar du Shrike montée à l'avant. Un moteur-fusée à carburant solide et à double poussée de type Mark 27 MOD 4 propulsait le missile, qui était également équipé d'une charge militaire à souffle et fragmentation. Même s'il lui était largement supérieur, l'AGM-78 était bien plus cher que l'AGM-45, et le Shrike continua son service quelque temps.
Le nouveau missile était employé par les chasseurs-bombardiers F-105F/G et A-6B/E Intruder.

### Versions

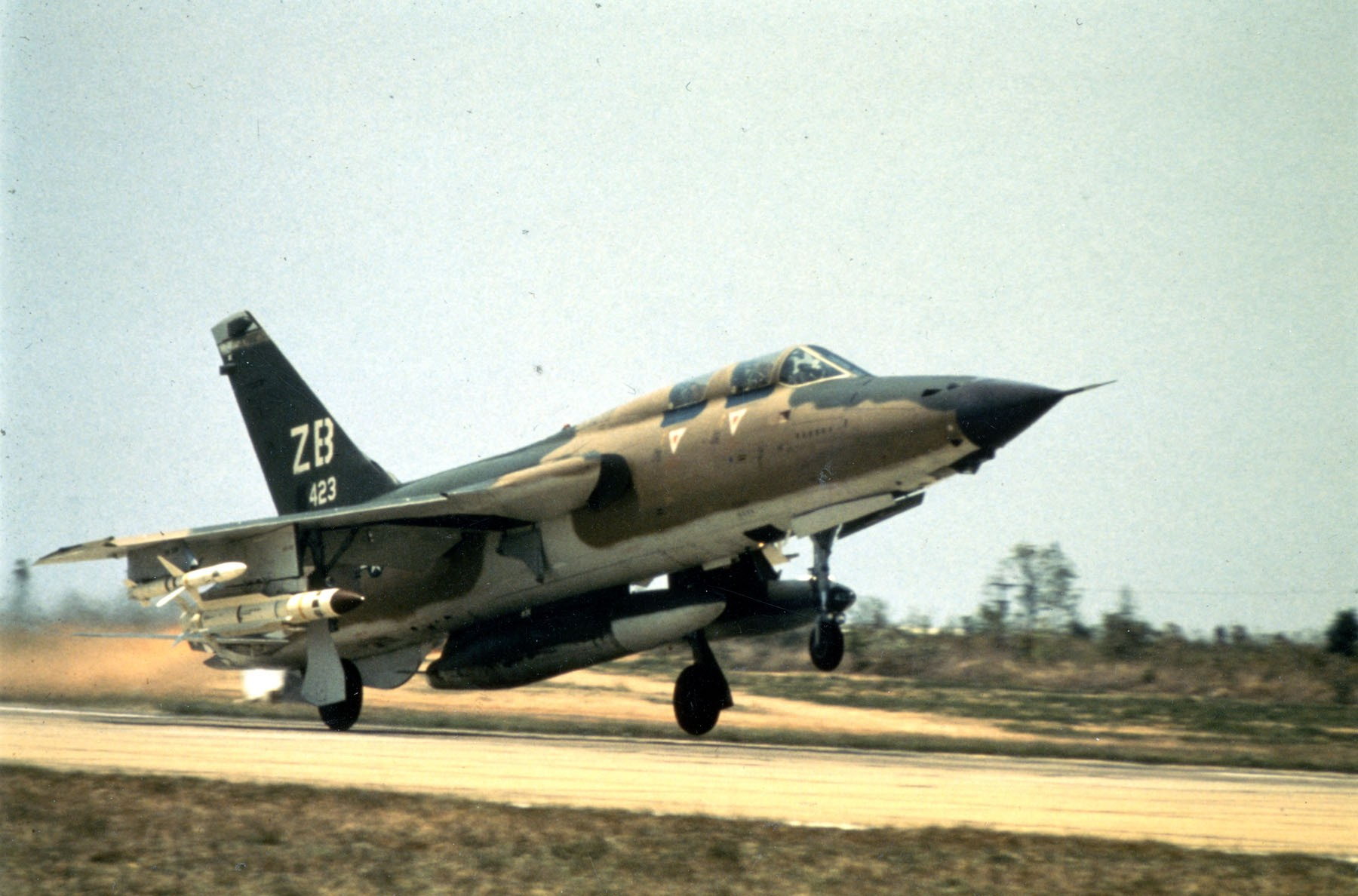
Un F-105G du 6010th WWS (Weapons Squadron) décollant de Thaïlande, en 1971.

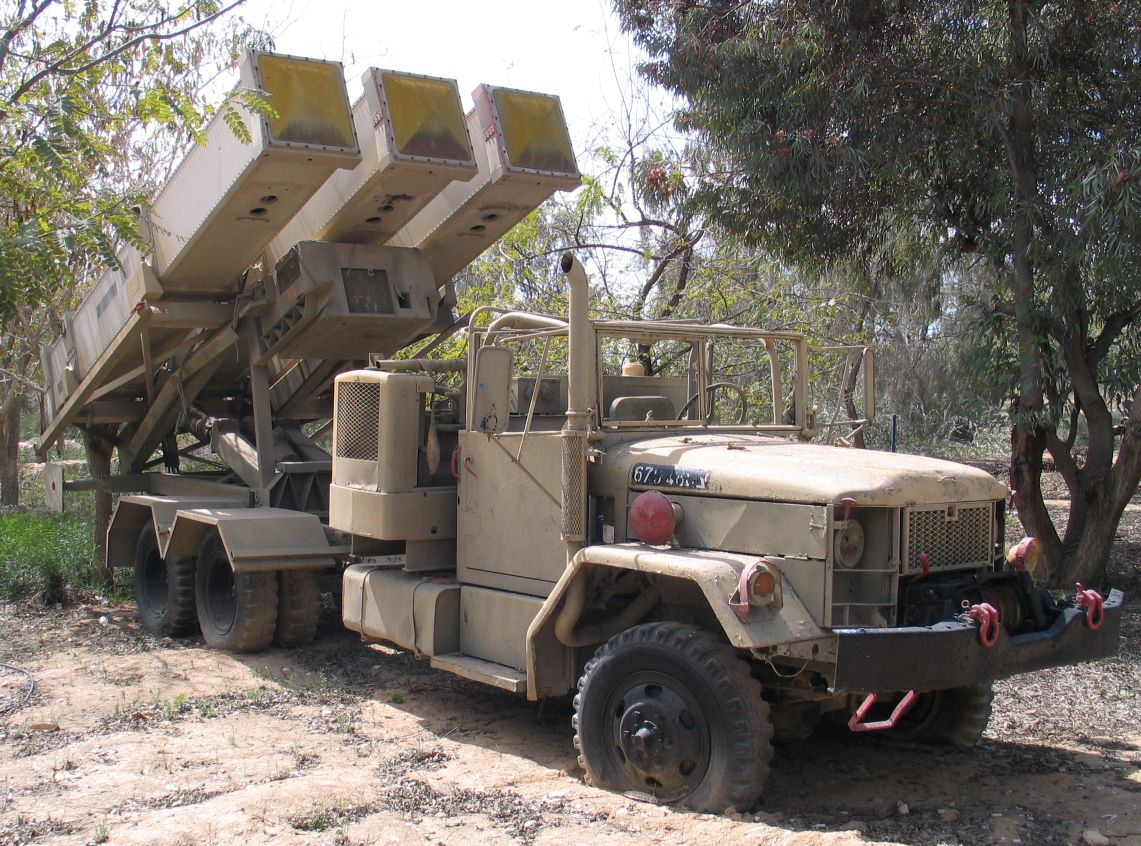
Un Keres, lanceur de missiles AGM-78 israélien, au musée de l'IAF.

#### Versions A
Une version inerte du missile fut construite, l'ATM-78, utilisée pour l'entraînement. De taille, de masse et de forme identiques, il ne contient aucun système de propulsion, charge militaire ou guidage. Il n'est en fait qu'une masse inerte.
Le modèle A2 inaugura une capacité BDA (Bomb Damage Assessment : évaluation des dégâts après bombardement) et un marqueur au phosphore SDU-6/B lui permettait également de faciliter le ciblage des sites visés pour les attaques suivantes.

#### Versions B
En 1969, un modèle amélioré fut produit.
L'AGM-78 utilisait un autodirecteur à bande large, ce qui lui permettait de pouvoir être employé contre une grande variété de cibles différentes sans avoir à changer de capteur avant chaque début de mission (chose qui était courante du côté soviétique). Un circuit de mémoire simple fut également installé, permettant au missile d'attaquer la cible une fois qu'il était verrouillé dessus, même si le radar était à-nouveau éteint. Les ARM précédents auraient dévié de leur parcours et raté leur cible s'ils en avaient perdu la piste. En conséquence la permutation on/off du radar était devenu une tactique standard pour les batteries de missiles.
Quelques anciens AGM-78A1 furent améliorés, avec un nouveau circuit mémoire et un nouvel autodirecteur, et furent désignés AGM-78A4. La version B de l'AGM-78 fut la plus importante, et fut largement employée par les Phantoms « Wild Weasel » de l'US Air Force, notamment au Viêt Nam.
Une version d'entraînement de l'AGM-78B fut également produite, sous l'appellation ATM-78B.

#### Version C
Au début des années 1970 est apparue la version AGM-78C. Étant un projet de l'Air Force, le modèle C fut initialement conçu pour être plus fiable et moins coûteux à produire.
Il était doté d'un marqueur de cible au phosphore blanc. Certains missiles des versions antérieures furent portés à ce standard par modification en usine. Comme pour les anciennes versions, un missile d'entraînement fut également construit, l'ATM-78C.

#### Versions D
Une version améliorée, l'AGM-78D, équipée d'un nouveau moteur, fut produite entre 1973 et 1976.
Le missile suivant, l'AGM-78D2, possédait une fusée optique active, une fiabilité encore meilleure et une nouvelle charge militaire, d'une masse de 100 kg. Il fut suivi de sa version d'entraînement, l'ATM-78D. 
La vitesse officielle du missile est de Mach 1,8  mais la littérature spécialisée l'estime à M 2,5.

#### Autres
Le missile antiradar RGM-66D, tiré depuis les navires, utilisait la structure de base de l'AGM-78, incluant des éléments du RIM-66 et du missile air-air AIM-97 Seekbat.

## Carrière opérationnelle
États-Unis
Toutes versions confondues, plus de 3 000 exemplaires du « Starm » furent construits, jusqu'à l'arrêt de sa production à la fin des années 1970. Le missile resta encore en service une dizaine d'années, avant d'être remplacé progressivement par l'AGM-88 HARM à la fin des années 1980.